# Heteronyx aruanus
Heteronyx aruanus är en skalbaggsart som beskrevs av Moser 1920. Heteronyx aruanus ingår i släktet Heteronyx och familjen Melolonthidae. Inga underarter finns listade i Catalogue of Life.